# Otto Schott

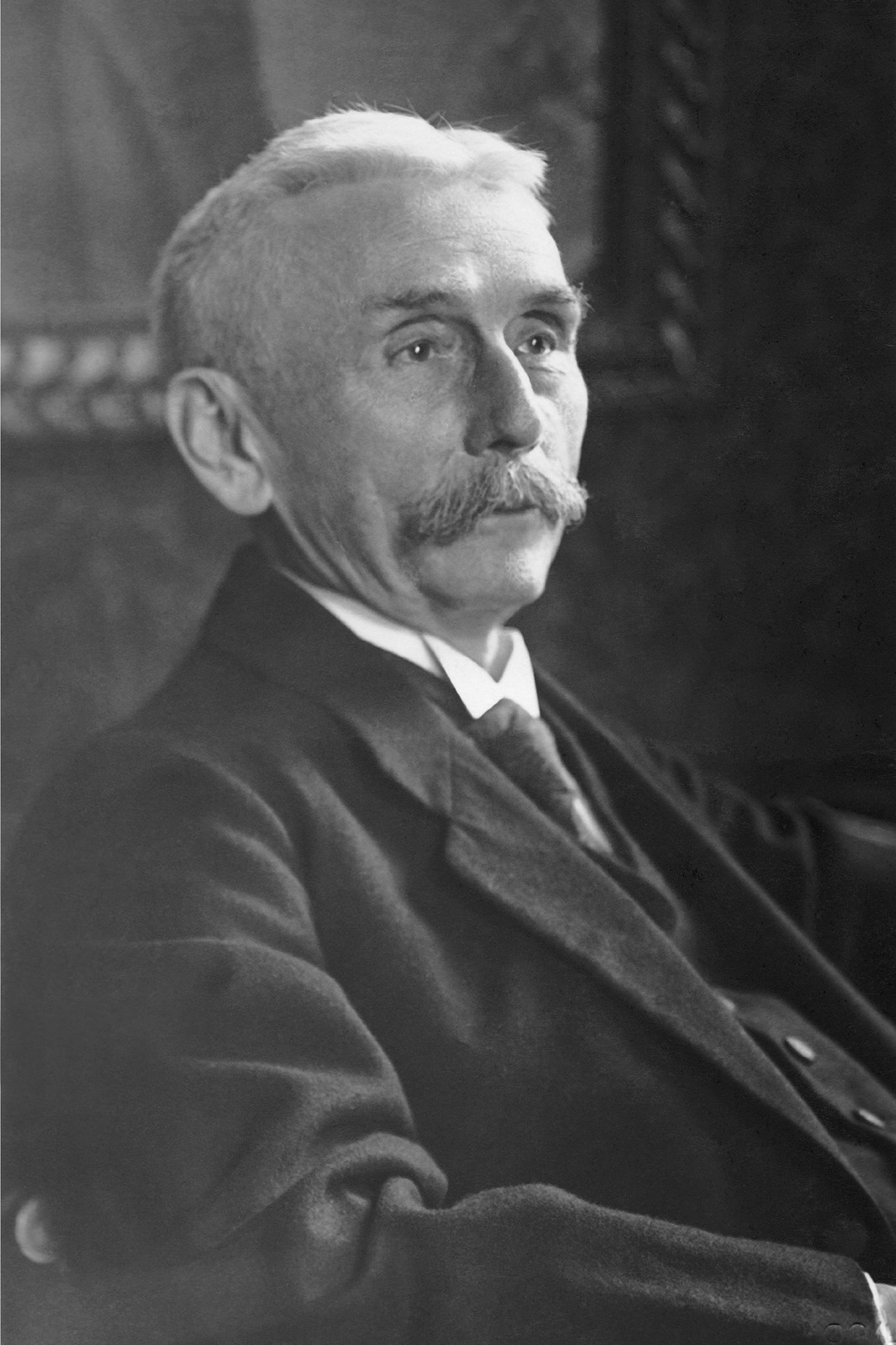
Friedrich Otto Schott

Friedrich Otto Schott (* 17. Dezember 1851 in Witten; † 27. August 1935 in Jena) war ein deutscher Chemiker, Glastechniker und Unternehmer.

## Leben und Wirken

### Familie, Herkunft und Ausbildung
Otto Schott war das zweitjüngste von sieben Kindern. Seine Eltern waren Simon Schott (1809–1874) und Karoline Schott geb. Hahne. Simon Schott gründete am 16. November 1853 in Witten die Tafelglashütte Haarmann, Schott & Hahne (später Wittener Glashütte AG); sie wurde 1854 errichtet. Karl Hahne war sein Schwager. August Schott (7. April 1841 – 27. Juli 1878), ein Bruder von Simon, gründete 1865 mit Wilhelm Buchholz und Wilhelm Heidsieck in Annen ebenfalls eine Tafelglashütte.
Nach dem Studium der Chemie an der Rheinisch-Westfälischen Technischen Hochschule Aachen – hier war er Gründungsmitglied des Corps Teutonia –, der Julius-Maximilians-Universität Würzburg und der Universität Leipzig wurde Otto Schott mit einem glaschemischen Thema an der Friedrich-Schiller-Universität Jena zum Dr. phil. promoviert. Schott legte das Examen am 6. Februar 1875 bei Anton Geuther in Chemie, Karl Snell in Physik und
Ernst Erhard Schmid in Mineralogie ab.
Otto Schott heiratete 1885 Käthe Pielke. Aus der Ehe gingen 5 Kinder hervor.

### Berufliches Wirken
Wieder in der Heimat experimentierte er in seinem Elternhaus, wo er 1879 mit dem Lithiumglas eine neue Glassorte entwickelte. Damit erreichte er erstmals eine Homogenität, die spektrometrische Messungen ermöglichte. Daraus entwickelte er bis 1884 Gläser mit völlig neuartigen optischen Eigenschaften. Gleichzeitig begann er an der Tafelglasfabrik in Witten, Deckgläser für mikroskopische Präparate herzustellen. Er durchbrach damit das bis dahin von Engländern gehaltene Monopol auf diesem Gebiet, indem er diese Deckgläser rund 20 % günstiger herstellte. 
Von seinem Lithiumglas hatte er eine Probe an den Physiker Ernst Abbe geschickt. Ein fachwissenschaftlicher Briefwechsel mit ihm führte ihn 1882 schließlich nach Jena. Dort gründete er 1884 zusammen mit Ernst Abbe, Roderich Zeiß und Carl Zeiß ein Glastechnisches Laboratorium, das spätere Jenaer Glaswerk Schott & Genossen, die heutige Schott AG in Mainz. Zunächst auf die Entwicklung und Herstellung von optischen Gläsern und Thermometerglas, insbesondere 1886 die Ausarbeitung des Normalthermometerglases, beschränkt, weitete das Unternehmen seine Produktpalette dank der Erfindung des gegen Chemikalien und Hitze sehr beständigen Borosilikatglases ab 1887 (Jenaer Glas) rasch aus. Die massenhafte Produktion hitzebeständiger Beleuchtungsgläser (Gasglühlichtzylinder für Gas- und Petroleumlampen) begründete den wirtschaftlichen Erfolg der Firma. Von diesen Gläsern wurden bis 1909 mehr als 30 Millionen Stück verkauft.
1909 hatte das erfolgreiche Werk 1090 Mitarbeiter. 1919 trat er seine Anteile an dem Werk an die Carl-Zeiss-Stiftung ab. Schott arbeitete noch bis 1926 im Werk als „Beamter“ des Glaswerks und Mitglied der Geschäftsleitung.
Die von Schott erreichten Verbesserungen optischer Gläser ermöglichten die Entwicklung leistungsfähiger Mikroskope und Teleskope. Es gelang ihm auch, unterschiedliche Gläser mit fein abgestuften optischen Konstanten und neue Glassorten herzustellen.

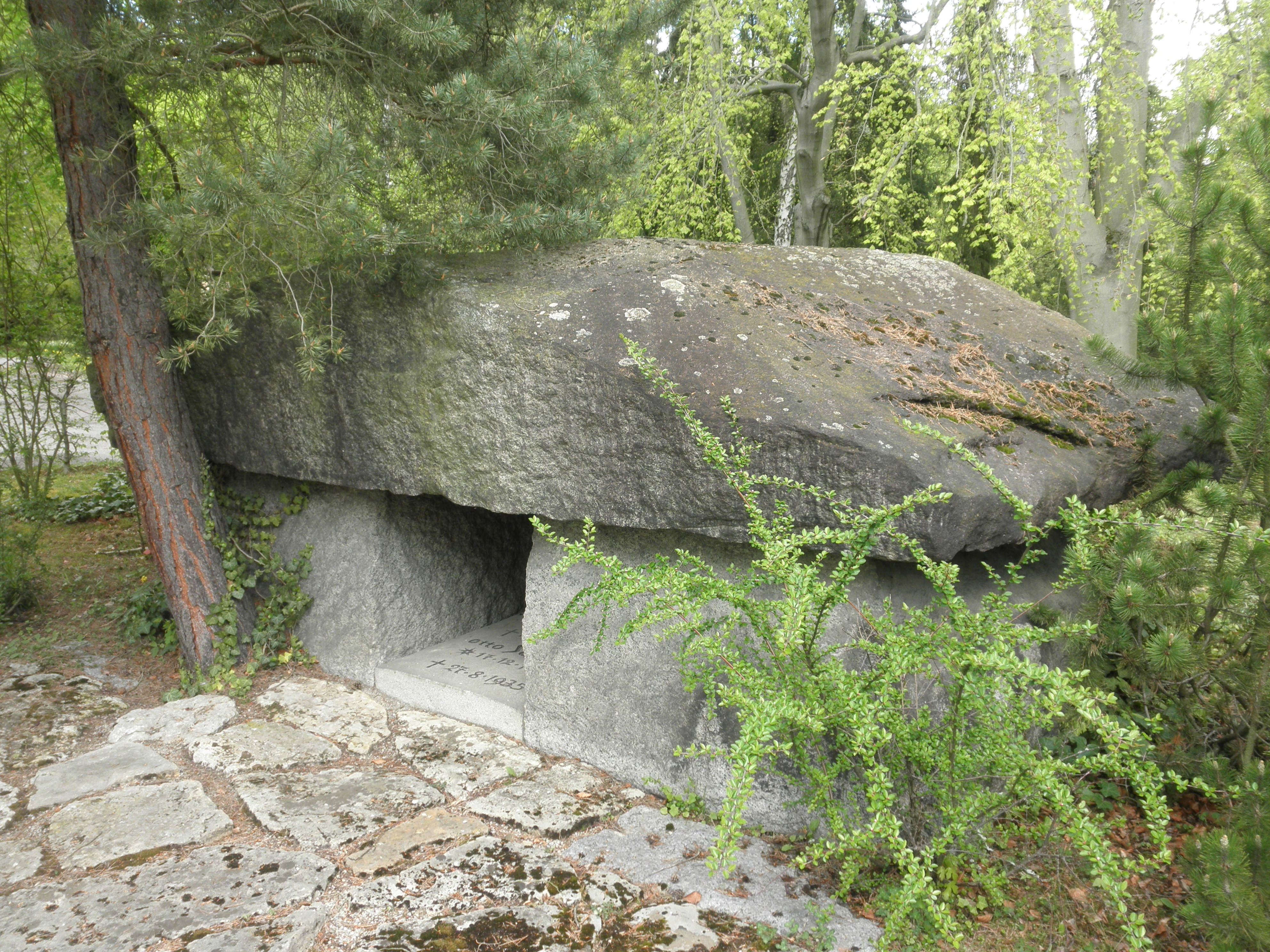
Grabmal Otto Schotts und seiner Frau von 1935 auf dem Nordfriedhof Jena

Sein Grab befindet sich auf dem Jenaer Nordfriedhof (Feld 14).

## Ehrungen
Die Technische Hochschule Dresden verlieh Schott 1905 die Ehrendoktorwürde. Die Deutsche Glastechnische Gesellschaft ehrte ihn 1925 als „Begründer der neuzeitlichen Glastechnik“. Das „Otto-Schott-Institut für Materialforschung der Friedrich-Schiller-Universität Jena“ trägt seinen Namen, ebenso die Otto-Schott-Straße.
Das Werk Schotts kann heute in der Schott-Villa und im Optischen Museum in Jena besichtigt werden.
1908 wurde ihm die Liebig-Denkmünze des Vereins Deutscher Chemiker verliehen.
Nach ihm benannt sind die Otto-Schott-Realschule in Witten, die im Jahr 2022 neu gegründete Otto-Schott-Gesamtschule in Witten, das Otto-Schott-Gymnasium in Jena und seit Ende 2011 das Otto-Schott-Gymnasium in Mainz-Gonsenheim.
Am Standort des Geburtshauses in Witten wurde zum 170. Geburtstag von Otto Schott 2021 eine Gedenktafel angebracht.

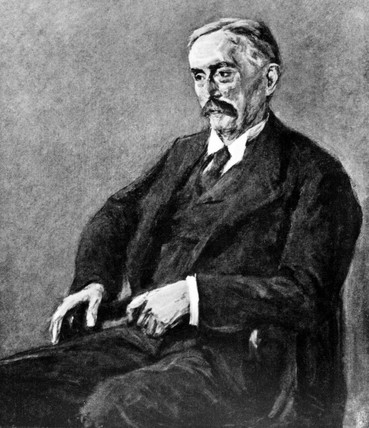
Otto Schott, Gemälde von Max Liebermann
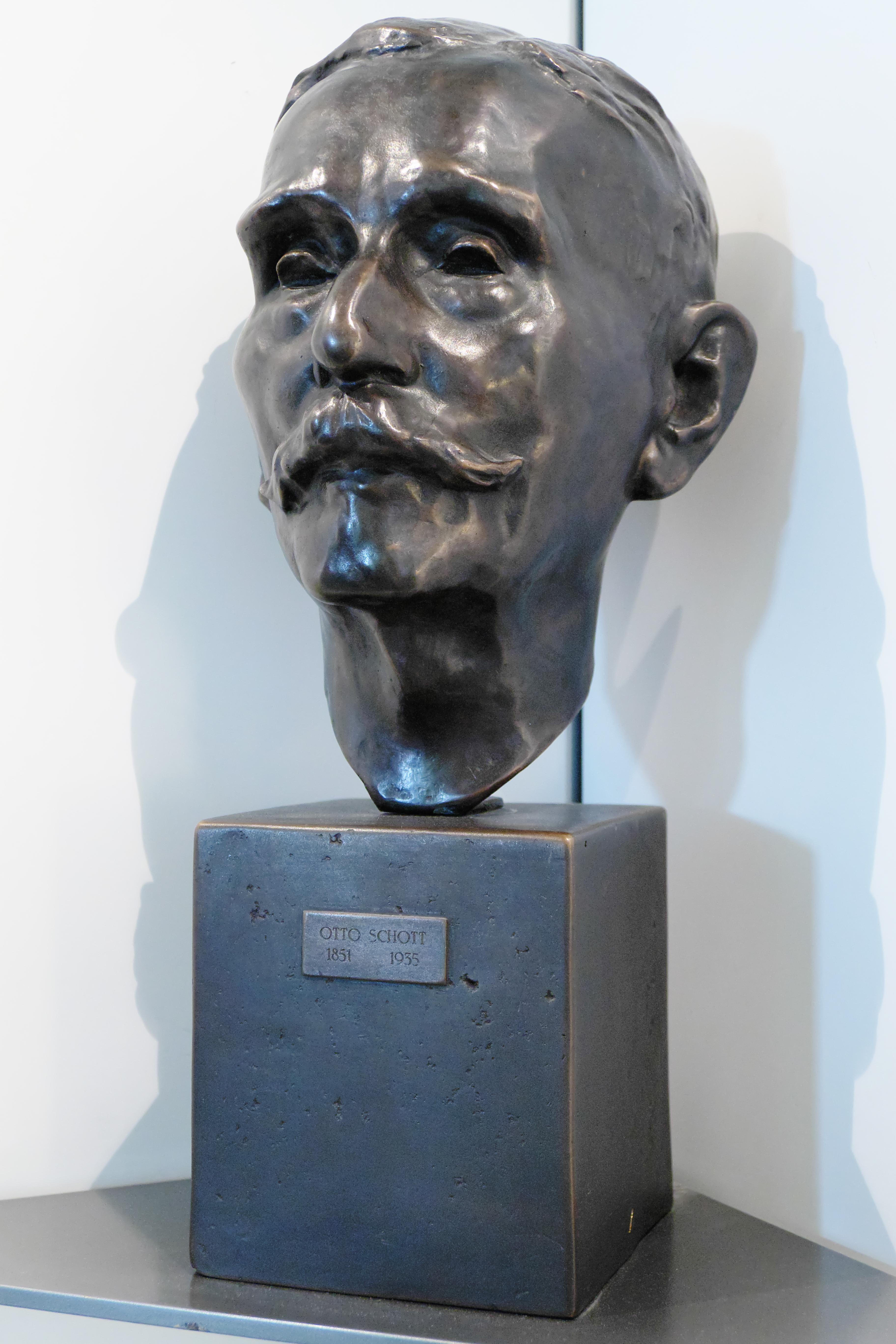
Büste von Otto Schott im Deutschen Museum in München
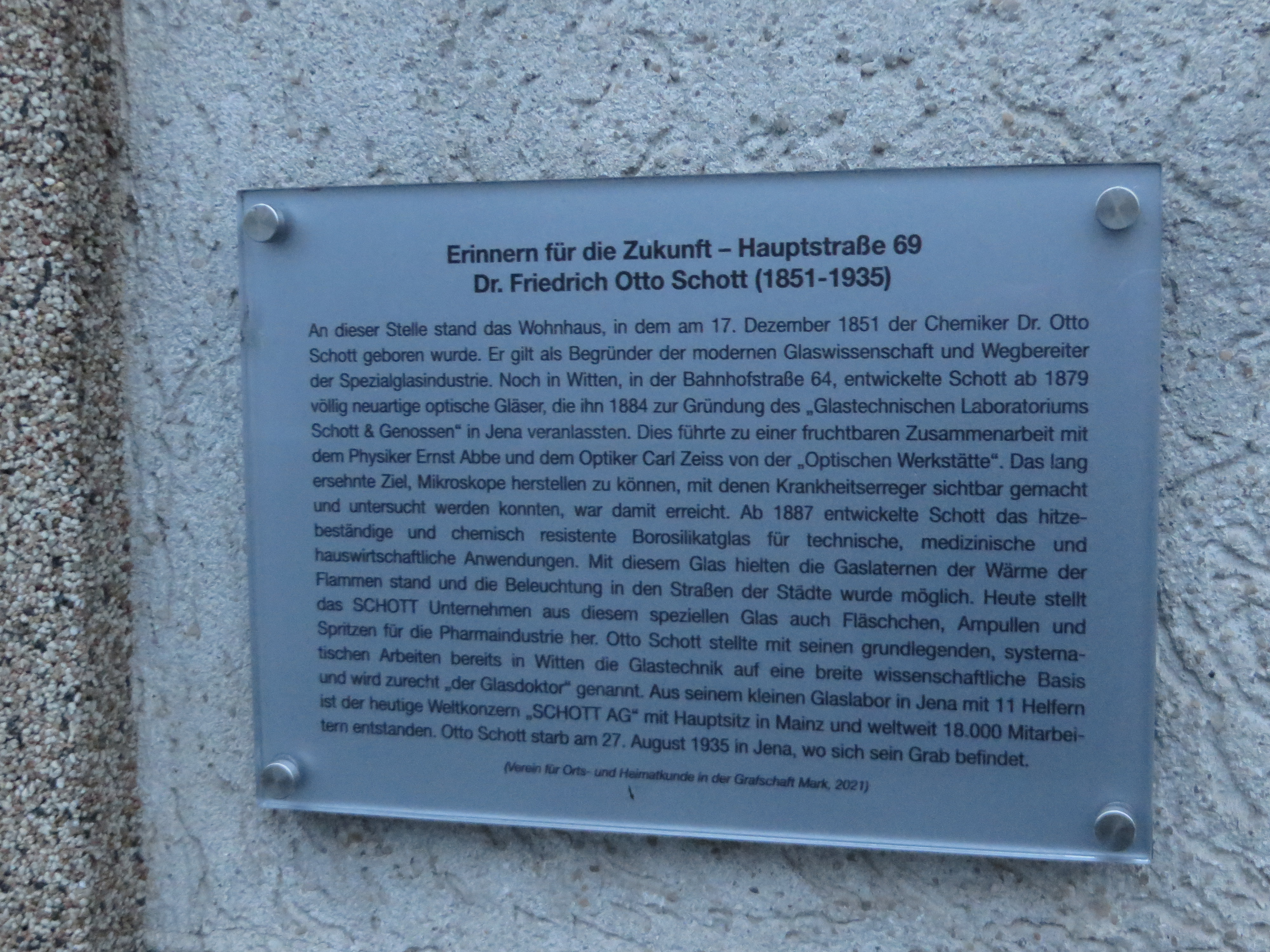
Infotafel am Haus Hauptstraße 69 in Witten

## Schriften (Auswahl)
- Beiträge zur Theorie und Praxis der Glasfabrikation. Herausgegeben und mit wissenschaftshistorischen Anmerkungen sowie einer Einführung versehen von Jürgen Hendrich. Bussert & Stadeler, Jena u. a. 2001, ISBN 3-932906-34-9 (Jena, Univertation, Dissertation, 1875).
- Der Briefwechsel zwischen Otto Schott und Ernst Abbe über das optische Glas. 1879–1881 (= Veröffentlichungen der Thüringischen Historischen Kommission. Band 2, ZDB-ID 999738-6). Bearbeitet von Herbert Kühnert. G. Fischer, Jena 1946.

## Film
- Otto und Erich Schott – Glas für die ganze Welt. Dokumentarfilm, Deutschland, 2006, 29 Min., Buch und Regie: Jürgen Lossau, Produktion: aktion.tv, MDR, Reihe: Lebensläufe, Erstsendung: 1. Oktober 2006 im MDR (Inhaltsangabe von ARD).